# Сузна
Сузна — река в России, протекает по Волховскому району Ленинградской области. Правый приток Сяси.

## География
Сузна вытекает из Сузенского озера и течёт на северо-запад. Впадает в Сясь по её правому берегу между деревней Льзи (севернее) и поселком Хвалово (южнее), место впадения расположено в 39 км от устья Сяси. Длина реки составляет 11 км. Населённых пунктов на Сузне нет.

## Данные водного реестра
По данным государственного водного реестра России относится к Балтийскому бассейновому округу, водохозяйственный участок реки — Сясь, речной подбассейн реки — Нева и реки бассейна Ладожского озера (без подбассейна Свирь и Волхов, российская часть бассейнов). Относится к речному бассейну реки Нева (включая бассейны рек Онежского и Ладожского озера).
Код объекта в государственном водном реестре — 01040300112102000018419.